# Isa (rune)
Isa (ook wel Is of Isaz) is de elfde rune van het oude futhark. De klank is 'I'. Isaz is de derde rune van de tweede Aett. De letterlijke betekenis is ijs.

## Karaktercodering
| Unicode Codepoint | U+16c1                     |
| Unicode-Name      | RUNIC LETTER ISAZ IS ISS I |
| HTML              | &#5825;                    |